# Liste der Naturdenkmale in Osburg
Die Liste der Naturdenkmale in Osburg nennt die im Gemeindegebiet von Osburg ausgewiesenen Naturdenkmale (Stand 3. Juni 2024).

## Naturdenkmale
| Nr.         | Bezeichnung        | Lage                                                           | Beschreibung                                            | Bild                                    |
| ----------- | ------------------ | -------------------------------------------------------------- | ------------------------------------------------------- | --------------------------------------- |
| ND-7235-434 | Stechpalmenbestand | südöstlich des Ortes an der L 151; Abteilung Grünebrücher Lage | Bestand von Ilex aquifolium; flächenhaftes Naturdenkmal | Direkt Bild zu diesem Denkmal hochladen |